# Международный трибунал по Руанде
Международный трибунал по Руанде (МТР) — существовавший в 1994—2015 годах вспомогательный орган Организации Объединённых Наций, учреждённый для судебного преследования лиц, ответственных за геноцид, совершенный на территории Руанды, и граждан Руанды, ответственных за геноцид, совершенный на территории соседних государств, в период с 1 января по 31 декабря 1994 года. Фактически был отделением Международного трибунала по бывшей Югославии. После упразднения его полномочия переданы в Международный остаточный механизм для уголовных трибуналов.

## История

### Предыстория
Геноцид в Руанде окончательно прекратился 18 июля 1994, после победного наступления Руандийского Патриотического Фронта. После этого, новое правительство Руанды обратилось к ООН с просьбой учредить трибунал, который будет преследовать всех бывших высокопоставленных лиц Руанды.
В июле 1994 на основании резолюции Совета Безопасности ООН №935 была учреждена комиссия по расследованию преступлений совершенных в Руанде.

### Учреждение
Сам Международный трибунал по Руанде был создан 8 ноября 1994 года, в исполнение резолюции СБ ООН № 955 (S/RES/955 (1994)*).
22 февраля 1995 года была принята резолюция Совета Безопасности ООН №977 (S/RES/977 (1995)), которая определяла место работы трибунала в Аруше (Объединённая Республика Танзания). 27 февраля 1995 также единогласно была принята резолюция Совета Безопасности ООН № 978, которая определяла арест и задержание лиц попадающих под юрисдикцию трибунала.
Соглашение между ООН и Танзанией о расположении штаб-квартиры трибунала было подписано 31 августа 1995.

### Начало работы
В мае 1995 Генеральной Ассамблеей ООН были избраны первые судьи трибунала.
Штаб-квартира трибунала была открыта в конце 1995-начале 1996 года.
Первый судебный процесс (по делу Жан-Поля Акайесу) начался в январе 1997.
30 апреля 1998 года была принята резолюция № 1165 (S/RES/1165 (1998)), которая учредила для трибунала третью судебную камеру.
2 сентября 1998 Акайесу был признан виновным и приговорён к пожизненному заключению, став первым лицом осужденным за геноцид, где было применено определение этого понятия. Это стало первым делом, рассмотренным МТР.

### Завершение работы
В 2010 году, как и было предусмотрено, начался процесс роспуска суда. Решения первой инстанции выносились в Аруше до декабря 2012 года, еще три года было отведено на рассмотрение апелляций апелляционной палатой МТР в Гааге. 31 декабря 2015 года трибунал официально завершил свою работу. Его полномочия были переданы в Международный остаточный механизм для уголовных трибуналов.

## Организация
Важно подчеркнуть, что МТР был призван не только преследовать виновных в актах геноцида, но и способствовать примирению и восстановлению справедливости и законности в Руанде.
Международный трибунал состоял из следующих органов:
a) камер, включающих три Судебные камеры и Апелляционную камеру;
b) Обвинителя;
c) Секретариата.
Рассмотрение апелляций по приговорам суда происходило в Гааге (Нидерланды).
Танзанийский юрист Крис Майна Питер (защитник для неимущих обвиняемых Международного трибунала) отмечал, что Международный трибунал фактически являлся отделением Международного трибунала по бывшей Югославии: у обоих трибуналов были общие службы и общие отдельные сотрудники (например, общий главный обвинитель и общий для обоих трибуналов состав Апелляционной камеры).

## Деятельность суда
Всего МТР рассмотрел дела, по которым проходили 93 обвиняемых, в том числе 55 дел первой инстанции с участием 75 обвиняемых. Двенадцать из них были оправданы, а восемь признали свою вину. Кроме того, некоторые обвинительные заключения были отозваны, а несколько дел было перенесено в национальные юрисдикции. Очень небольшое число обвиняемых до сих пор находится в розыске.
Трибунал вынес пожизненный приговор бывшему премьер-министру Жану Камбанда за преступления против человечества. Среди доказанных эпизодов было поощрение человеконенавистнической пропаганды радиостанции RTLM, призывавшей уничтожать граждан народности тутси.
В декабре 1999 года приговорён к пожизненному заключению Джордж Рутаганде, в 1994 году возглавлявший отряды «Интерахамве» («молодёжного крыла» правящей тогда Партии «Республиканское национальное движение за развитие демократии»).
1 сентября 2003 года рассматривалось дело Эммануэля Ндиндабахизи (Emmanuel Ndindabhizi), бывшего в 1994 году министром финансов Руанды. По данным полиции он причастен к массовому уничтожению людей в префектуре Кибуйе. Э. Ндиндабахизи лично отдавал приказы убивать, раздавал оружие добровольцам из народности хуту и присутствовал во время нападений и избиений. По данным свидетелей он заявлял: «Немало тутси проходят здесь, почему вы их не убиваете?», «Вы убиваете женщин-тутси, которые замужем за хуту? … Идите и убейте их. Они могут вас отравить».
Единственным европейцем, которого осудил трибунал, стал бельгиец Жорж Руджу.
18 декабря 2008 года Международный трибунал по Руанде приговорил к пожизненному заключению бывшего полковника руандийской армии Теонесте Багосору за развязывание геноцида, а также за организацию ополчения «Интерахамве»
17 мая 2011 года бывший генерал вооружённых сил Руанды Огюстен Бизимунгу, был приговорён к тридцати годам тюрьмы за участие в геноциде. Свою вину не признал.
В июне 2011 года Полин Нйирамасухуко была признана виновной по семи пунктам обвинения и приговорена к пожизненному заключению. Стала первой женщиной, осужденной МТР за геноцид и первой женщиной, осужденной за организацию изнасилований, совершив тем самым акт геноцида.
20 декабря 2012 года Международный трибунал по Руанде приговорил бывшего руандийского министра планирования Огюстена Нгирабатваре (Augustin Ngirabatware) к 35 годам тюрьмы по обвинению в геноциде против народности тутси. Это было последнее дело, рассмотренное МТР.

## Оценка
Несмотря на то, что Руанда просила у ООН учреждения данного судебного органа, роль международного трибунала оценивалась в Руанде неоднозначно, поскольку судебные разбирательства в нём были очень продолжительны, а в качестве меры наказания не могла быть избрана смертная казнь. Для судов над лицами, не попавшими в сферу юрисдикции трибунала, рассматривающего дела только самых главных организаторов геноцида, в стране создана система местных судов, вынесшая не менее 100 смертных приговоров.
Руандийское правительство отнеслось к идее создания международного трибунала откровенно враждебно, считая, что он будет неэффективным — не будет отвечать желаниям населения Руанды и в лучшем случае позволит успокоить совесть международного сообщества, которое бездействовало во время геноцида в Руанде. Руандийское правительство указывало на следующие причины, по которым не надо было создавать международный трибунал:
- Невозможность вынесения смертных приговоров подсудимым. Руандийское правительство считало, что виновные в геноциде в Руанде заслуживают смертной казни;
- Юрисдикция международного трибунала была ограничена периодом с 1 января по 31 декабря 1994 года несмотря на то, что серьезные преступления совершались до этого периода и были связаны с преступлениями 1994 года.

Также высказывались сомнения, что судьи будут беспристрастны. Критике подвергалась идея отбывания наказания осужденными не в руандийских тюрьмах. Во время работы в Кигали имели место нападения на персонал международного трибунала.